# Темиргалиев, Рустам Ильмирович
Руста́м Ильми́рович Темиргали́ев (род. 15 августа 1976, Улан-Удэ, Бурятская АССР, РСФСР, СССР) — российский политик. Генеральный директор Российско-Китайского Инвестиционного Фонда Регионального Развития с 8 августа 2018 года. 5 июня 2019 г., Фонд получил публичную поддержку Президента РФ В.В.Путина и Председателя КНР Си Цзиньпина.
Первый заместитель Председателя Совета министров Крыма (с 27 февраля 2014 по 11 июня 2014 года). Депутат Верховного Совета Автономной Республики Крым VI созыва с 2010 по 2014 год. Заместитель Председателя Совета министров АР Крым (с 18 сентября 2013 года по 26 февраля 2014 года). Заслуженный экономист АР Крым, доктор наук Украины в области государственного управления.

## Биография
Рустам Ильмирович Темиргалиев родился 15 августа 1976 года в городе Улан-Удэ.
В Крыму Рустам Темиргалиев с отличием окончил среднюю школу в селе Перевальное.
После школы поступил в Киевский национальный экономический университет, который окончил в 1998 году. По окончании университета вернулся в Крым и работал преподавателем экономической политики в Крымском институте экономики и хозяйственного права.
С 2002 года по 2003 год — главный специалист Крымского регионального управления Государственной инновационной компании.
С 2003 года по 2004 год — заместитель председателя Республиканского комитета Автономной Республики Крым по делам семьи и молодёжи.
С 2004 года по 2005 год — советник Председателя Совета министров Автономной Республики Крым Сергея Куницына.
С 2005 года по 2008 год — аспирант Национальной академии государственного управления при Президенте Украины.
С 2009 года — докторант Национальной академии государственного управления при Президенте Украины.
В 2009 году создал и являлся сопредседателем общественного движения «Остров Крым».
В 2010 году вступает в Партию регионов.
С 2010 года — депутат Верховного Совета Автономной Республики Крым шестого созыва. Избран от Крымской республиканской организации Партии регионов.
С 16 ноября 2010 года по 16 февраля 2011 года — председатель Постоянной комиссии Верховного Совета Автономной Республики Крым по внешнеэкономическим связям и инвестиционной политике.
С 16 февраля 2011 года — Председатель Постоянной комиссии по санаторно-курортному комплексу и туризму.
Успешно занимался медиабизнесом. «Транс-М-радио», информационное агентство «Е-Крым», еженедельник «Полуостров» входят в ООО «КрымМедиаХолдинг», владельцем которого называли Темиргалиева.
С 21 декабря 2011 по 27 марта 2013 года — Председатель Постоянной комиссии по санаторно-курортному комплексу, туризму и предпринимательству.
С сентября 2013 года по 26 февраля 2014 года — заместитель председателя Совета министров Крыма.
27 февраля 2014 года Верховный Совет Автономной Республики Крым принял решение «О выражении недоверия Совету министров АРК и прекращении его деятельности». После того, как правительство Крыма было отправлено в отставку, Рустам Темиргалиев был назначен Первым заместителем председателя Совета министров Крыма Сергея Аксёнова. В правительстве занимался восстановлением банковской системы Крыма, и переходом с гривны на рубль.
11 июня 2014 года Государственный совет Республики Крым на внеочередной сессии в среду поддержал освобождение от должности первого заместителя председателя Совета министров Крыма Рустама Темиргалиева. Депутаты рассмотрели вопрос об освобождении от должности на основании поданного Темиргалиевым заявления.
С 11 июня по 29 июля 2014 года — внештатный советник председателя Совета министров Крыма. После этого работал полномочным представителем республики Татарстан в Казахстане.
2015 — 2017 годах — заместитель Председателя Совета Директоров Корпорации развития Дальнего Востока, Советник Генерального Директора Фонда развития Дальнего Востока.
С 2015 г., активно работает над укреплением Российско-Китайских отношений, привлечением китайских инвестиций в реальный сектор Российской экономики, успешно занимается снятием торговых барьеров между двумя странами.
C 8 августа 2018 года — Генеральный директор Российско-Китайского Инвестиционного Фонда Регионального Развития. О создании Российско-Китайского Инвестиционного Фонда Регионального Развития, Председатель КНР Си Цзиньпин торжественно объявил на Восточном экономическом Форуме в 12 сентября 2018 г.

### Семья
Женат на Сусане Темиргалиевой. Двое детей. Аделина Темиргалиева (2007 г.) и Ринат Темиргалиев (2010 г.)
Отец — Ильмир Насихович Темиргалиев (род. 1951), подполковник запаса, в настоящее время крымский бизнесмен, член исполкома Всемирного Конгресса татар.
Мать — детский врач-инфекционист.

### Образование и научная деятельность
- Владеет английским, украинским, русским и татарским языками. Изучает китайский язык.
- Высшее образование получил в Киевском национальном экономическом университете.
- Проходил очное обучение в аспирантуре и докторантуре Национальной академии государственного управления при Президенте Украины. Область научных исследований — изучение экономических циклов, трансформации экономической структуры в период кризиса, проблемы инновационного развития постсоветских стран, механизмы государственного управления экономикой в период кризисов. См. Структурный кризис: новый подход к измерению.
- Автор ряда научных публикаций.
- Доктор наук в области государственного управления. Тема докторской диссертации: «Государственное управление инновационным развитием».

### Увлечения и хобби
Кандидат в мастера спорта по шахматам. Увлекается рафтингом и игрой в футбол.

## Уголовное преследование
2 апреля 2014 года, СБУ по подозрению в действиях, направленных на изменение конституционного строя, объявила Темиргалиева в розыск.
В феврале 2015 года, УФСБ по Республике Крым, сообщило о расследовании уголовного дела, одним из фигурантов которого СМИ называли Темиргалиева.
В свою очередь сам Рустам Темиргалиев заявил «Ъ», что не имеет «никакого отношения к этой истории», а лишь давал по ней показания в качестве свидетеля.

## Санкции
17 марта 2014 года Темиргалиев включён Евросоюзом в санкционный список лиц, у которых в ЕС замораживаются активы и в отношении которых введены визовые ограничения за «лоббирование интеграции Крыма в состав Российской Федерации».
11 апреля 2014 года попал под санкции США.
Также находится под санкциями Великобритании, Канады, Австралии, Украины, Японии и Швейцарии.

## Награды и звания
- Медаль «За освобождение Крыма и Севастополя» (17 марта 2014) — за личный вклад в дело по возвращению Крыма в Россию[16]
- Заслуженный экономист Автономной Республике Крым